# Salomon Bochner
Salomon Bochner (ur. 20 sierpnia 1899 w Podgórzu, obecnie dzielnicy Krakowa, zm. 2 maja 1982 w Houston) – amerykański matematyk pochodzenia polsko-żydowskiego zajmujący się głównie analizą matematyczną, rachunkiem prawdopodobieństwa oraz geometrią różniczkową. Do matematyki wprowadził m.in. pojęcie całki dla funkcji o wartościach w przestrzeniach Banacha – tzw. całkę Bochnera.